# In Sorte Diaboli
| Оценки критиков | Оценки критиков |
| Источник        | Оценка          |
| --------------- | --------------- |
| About.com       | [ 1 ]           |
| Allmusic        | [ 2 ]           |
| Blabbermouth    | [ 3 ]           |
| Verdens Gang    | 6/6             |

In Sorte Diaboli — седьмой студийный альбом норвежской блэк-метал группы Dimmu Borgir, выпущенный 24 апреля 2007 года. В США альбом занял 43 место в Billboard 200, за первую неделю было продано свыше 14 тыс. копий. Тем самым Dimmu Borgir стали второй норвежской группой после A-Ha, попавшей в Top 50.

## Об альбоме
Название диска не совсем корректно переводится с латыни как «в сделке с дьяволом». Диск является первым концептуальным альбомом группы. Песни рассказывают в форме дневника историю средневекового помощника священника, который начинает сомневаться в своей вере и переходит на тёмную сторону, заключая сделку с дьяволом. Силенос, гитарист группы и автор текстов, утверждает, что эта история будет продолжаться на следующих двух альбомах Dimmu Borgir. Примечательно, что все названия песен, кроме кавера на группу Venom, начинаются с «The».

## Список композиций
1. «The Serpentine Offering[англ.]» — 5:09
2. «The Chosen Legacy» — 4:16
3. «The Conspiracy Unfolds» — 5:23
4. «The Ancestral Fever» (бонус-трек для Европейского издания) — 5:51
5. «The Sacrilegious Scorn» — 4:00
6. «The Fallen Arises» — 2:59
7. «The Heretic Hammer» (бонус-трек для американского издания) — 4:48
8. «The Sinister Awakening» — 5:09
9. «The Fundamental Alienation» — 5:17
10. «The Invaluable Darkness» — 4:44
11. «The Foreshadowing Furnace» — 5:50
12. «Black Metal (Venom cover)» (бонус-трек для японского издания) — 3:22

## Участники записи
- Шаграт — вокал
- Силенос — ритм-гитара
- Галдер — лидер-гитара
- Мустис — синтезатор, электропианино
- ICS Vortex — бас-гитара, чистый вокал на композициях 1,5,10
- Хеллхаммер — ударные